# Нёвиллер-ла-Рош
Нёвиллер-ла-Рош (фр. Neuviller-la-Roche) — коммуна на северо-востоке Франции в регионе Гранд-Эст (бывший Эльзас — Шампань — Арденны — Лотарингия), департамент Нижний Рейн, округ Мольсем, кантон Мюциг. До марта 2015 года коммуна административно входила в состав упразднённого кантона Ширмек (округ Мольсем).
Площадь коммуны — 9,19 км², население — 398 человек (2006) с тенденцией к стабилизации: 370 человек (2013), плотность населения — 40,3 чел/км².

## Население
| Год  | Численность | Численность |
| ---- | ----------- | ----------- |
| 2013 | 370         |             |
| 2015 | 358         | [ 7 ]       |
| 2016 | 357         | [ 8 ]       |
| 2017 | 341         | [ 9 ]       |
| 2018 | 335         | [ 10 ]      |
| 2019 | 331         | [ 11 ]      |
| 2020 | 326         | [ 12 ]      |
| 2021 | 328         | [ 13 ]      |
| 2022 | 331         | [ 1 ]       |

## Экономика
В 2010 году из 246 человек трудоспособного возраста (от 15 до 64 лет) 178 были экономически активными, 68 — неактивными (показатель активности 72,4 %, в 1999 году — 67,3 %). Из 178 активных трудоспособных жителей работал 161 человек (85 мужчин и 76 женщин), 17 числились безработными (11 мужчин и 6 женщин). Среди 68 трудоспособных неактивных граждан 25 были учениками либо студентами, 24 — пенсионерами, а ещё 19 — были неактивны в силу других причин.

## Достопримечательности (фотогалерея)

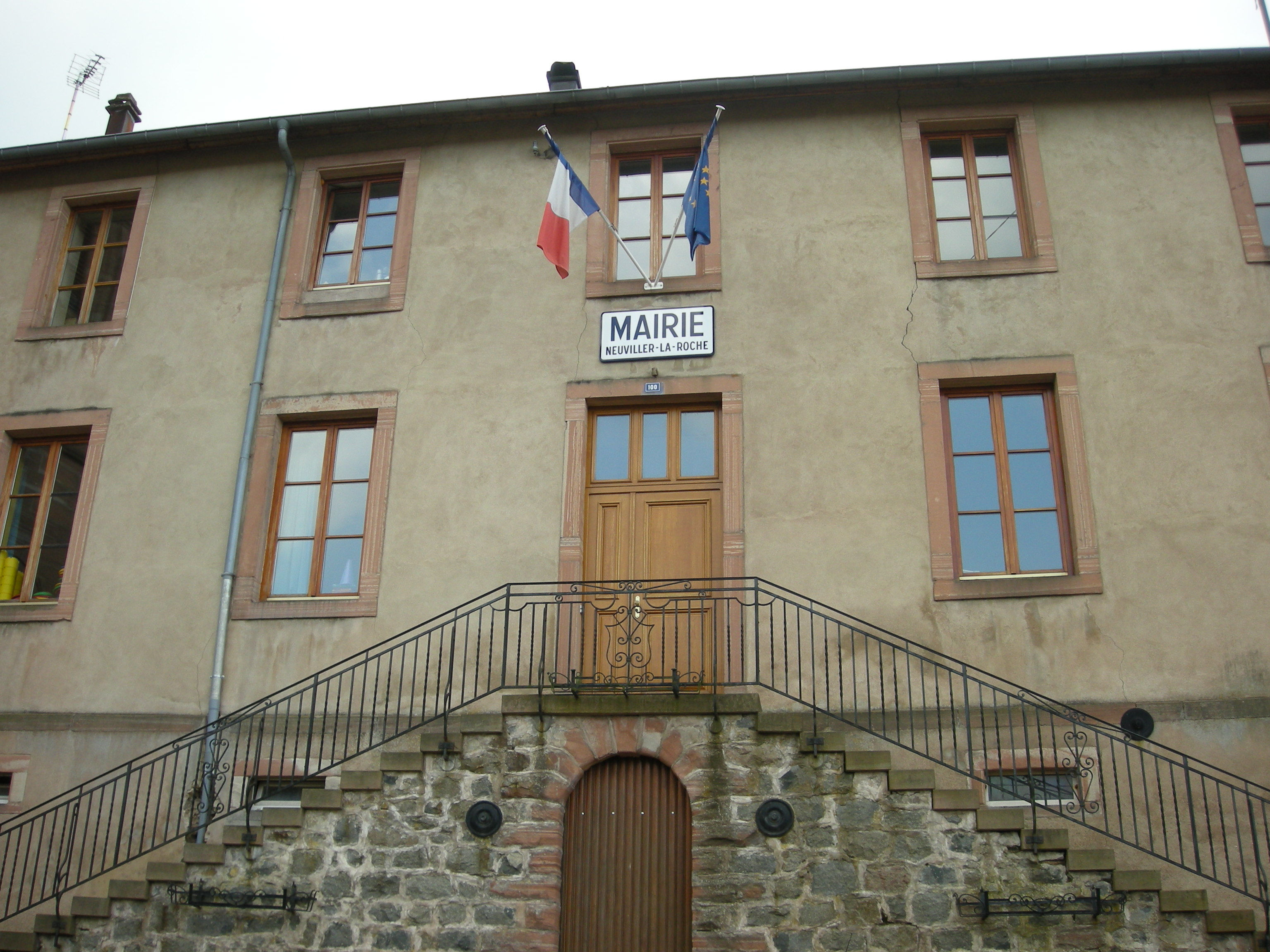
Здание мэрии
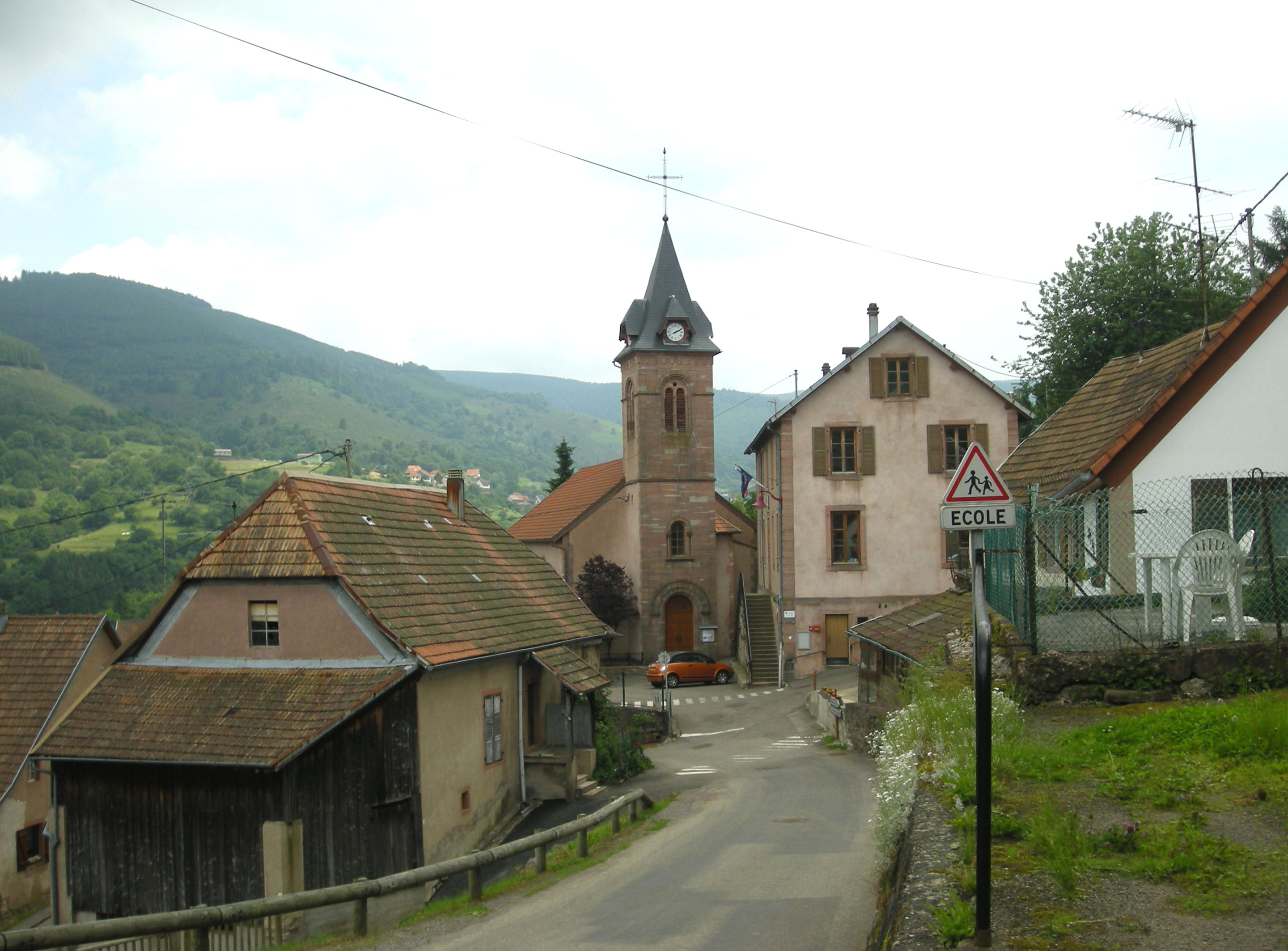
Церковь